# Brian James
Brian Robertson, más conocido como Brian James (Inglaterra, 18 de febrero de 1955 – 6 de marzo de 2025), fue un guitarrista conocido por ser uno de los fundadores de las bandas de punk rock y rock gótico The Damned y The Lords of the New Church, este último con el músico estadounidense Stiv Bators.

## Carrera musical
James ha sido guitarrista de varios grupos de punk rock. Su carrera comenzó como miembro de London SS; después se unió al grupo The Bastards y luego se convirtió en uno de los miembros fundadores de The Damned, grabando su primer álbum, Damned, Damned, Damned antes de separarse del grupo. Además, fue miembro de Tanz Der Youth y The Lords of the New Church.